# Łaziska (Kielce)
Pour les articles homonymes, voir Łaziska.
Łaziska est une localité polonaise de la gmina de Piekoszów, située dans le powiat de Kielce en voïvodie de Sainte-Croix.